# Segunda División de Venezuela 2024
La Temporada 2024 del fútbol venezolano de la Segunda División de Venezuela, denominada oficialmente como «Liga FUTVE 2 2024» fue la 45.ª edición del torneo de segundo nivel del fútbol profesional venezolano.

## Sistema de juego
El torneo de Segunda División tuvo la misma modalidad para dos torneos cortos, un Apertura y un Clausura, de la siguiente manera:
- Fase regular: 16 equipos se dividieron en dos grupos por su ubicación geográfica; el Grupo Occidental se conformó con ocho equipos y el Grupo Oriental también con ocho equipos, enfrentándose en formato de ida y vuelta (14 fechas). Los cuatro primeros de cada grupo avanzaron a la fase eliminatoria.[3]

- Fase eliminatoria: Los ocho equipos clasificados fueron emparejados en cuatro llaves por su ubicación en la fase regular, jugaron bajo el sistema de eliminación directa en partidos ida y vuelta desde cuartos de final, los ganadores de esa primera instancia avanzaron a las semifinales en partidos de ida y vuelta. Los finalistas disputaron el título de campeón de torneo corto a partido único. El equipo ganador clasificó a la Final Absoluta. El orden de los enfrentamientos para los cuartos de final fue el siguiente:

- - Llave A: 1.º Grupo A vs. 4.º Grupo B
  - Llave B: 1.º Grupo B vs. 4.º Grupo A
  - Llave C: 2.º Grupo A vs. 3.º Grupo B
  - Llave D: 2.º Grupo B vs. 3.º Grupo A

- Ascenso: Los dos equipos ganadores de torneos cortos se enfrentaron en una Final Absoluta a ida y vuelta, donde el ganador fue declarado campeón nacional y ascendió de forma directa a la Primera División 2025 siempre y cuando cumpliera con los criterios de la licencia de clubes. Si un equipo ganaba los dos torneos se coronaba automáticamente como campeón y ascendía a Primera División.[4]

## Equipos participantes
El club Aragua retornó en la categoría mediante trámite con sus anteriores jugadores y cuerpo técnico. Mineros de Guayana no participa por no poder cumplir con las deudas contraídas.

### Ascensos y descensos
| Pos. | Descendido de Primera División |
| ---- | ------------------------------ |
| 15.º | Mineros de Guayana             |

| Pos. | Retirado de la Primera División |
| ---- | ------------------------------- |
| 1.º  | Ureña                           |

| Excluidos de Segunda División |
| ----------------------------- |
| Titanes de Guanare            |
| Mineros de Guayana            |

### Datos de los equipos

#### Grupo Occidental
| Equipo            | Ciudad        | Entrenador               | Estadio                      | Capacidad |
| ----------------- | ------------- | ------------------------ | ---------------------------- | --------- |
| Academia Rey      | Barquisimeto  | Fernando Torres          | Farid Richa                  | 12 000    |
| Atlético El Vigía | El Vigía      | Rodín Duque              | Ramón Hernández              | 12 785    |
| Aragua            | Maracay       | Yoimer Segovia           | Hermanos Ghersi              | 12 000    |
| Héroes de Falcón  | Coro          | Yamil Florido            | Ludgero Correia              | 1500      |
| Real Frontera     | San Cristóbal | Carlos Ramírez           | Sede Deportiva Real Frontera | 2 500     |
| Trujillanos       | Valera        | Oswaldo Chaurant         | José Alberto Pérez           | 20 000    |
| Ureña             | Ureña         | Edwin Quilagury          | Humberto Laureano            | 500       |
| Yaracuyanos       | San Felipe    | Gonzalo Martínez Caicedo | Florentino Oropeza           | 12 000    |

#### Grupo Centro–Oriental
| Equipo                | Ciudad         | Entrenador          | Estadio                 | Capacidad |
| --------------------- | -------------- | ------------------- | ----------------------- | --------- |
| Anzoátegui            | Puerto La Cruz | Alexis Jordán       | José Antonio Anzoátegui | 37 485    |
| AIFI                  | Ciudad Guayana | Edson Tortolero     | CTE Cachamay            | 41 600    |
| Atlético La Cruz      | Maturín        | Jose Fasciana       | Alexander Bottini       | 8000      |
| Bolívar               | Ciudad Bolívar | Edward Leonet       | CTE Cachamay            | 41 600    |
| Deportivo Miranda     | Caracas        | Andrea Fabri        | Brígido Iriarte         | 9800      |
| Dynamo Puerto         | Puerto La Cruz | Juvencio Betancourt | Francisco Massiani      | 500       |
| Marítimo de La Guaira | La Guaira      | Tony Franco         | Complejo Camurí Chico   | 2500      |
| Nueva Esparta         | Pampatar       | Alexander Salazar   | Dynamo La Victoria      | 1500      |

### Localización
| Región            | N.° | Equipos                                                    |
| ----------------- | --- | ---------------------------------------------------------- |
| Los Andes         | 4   | Atlético El Vigía, Real Frontera, Trujillanos, Ureña       |
| Centro Occidental | 4   | Academia Rey, Héroes de Falcón, Aragua, Yaracuyanos        |
| Nor-Oriental      | 4   | Anzoátegui, Atlético La Cruz, Dynamo Puerto, Nueva Esparta |
| Capital           | 2   | Deportivo Miranda, Marítimo de La Guaira                   |
| Guayana           | 2   | AIFI, Bolívar                                              |

## Torneo Apertura

### Grupo Occidental
| Pos. | Equipo           | Pts. | PJ | G | E | P | GF | GC | Dif. | Clasificación     |
| ---- | ---------------- | ---- | -- | - | - | - | -- | -- | ---- | ----------------- |
| 1    | Aragua           | 23   | 14 | 6 | 5 | 3 | 19 | 14 | +5   | Fase eliminatoria |
| 2    | Yaracuyanos      | 22   | 14 | 6 | 4 | 4 | 16 | 11 | +5   | Fase eliminatoria |
| 3    | Héroes de Falcón | 22   | 14 | 5 | 7 | 2 | 15 | 11 | +4   | Fase eliminatoria |
| 4    | Trujillanos      | 20   | 14 | 4 | 8 | 2 | 15 | 12 | +3   | Fase eliminatoria |
| 5    | Real Frontera    | 17   | 14 | 4 | 5 | 5 | 16 | 19 | −3   |                   |
| 6    | Ureña            | 16   | 14 | 3 | 7 | 4 | 20 | 22 | −2   |                   |
| 7    | El Vigía         | 14   | 14 | 2 | 8 | 4 | 22 | 25 | −3   |                   |
| 8    | Academia Rey     | 10   | 14 | 2 | 4 | 8 | 11 | 20 | −9   |                   |

 Fuente: Liga FUTVE 2

### Grupo Centro-Oriental
| Pos. | Equipo                | Pts. | PJ | G | E | P | GF | GC | Dif. | Clasificación     |
| ---- | --------------------- | ---- | -- | - | - | - | -- | -- | ---- | ----------------- |
| 1    | Marítimo de La Guaira | 27   | 14 | 8 | 3 | 3 | 25 | 9  | +16  | Fase eliminatoria |
| 2    | Dynamo Puerto         | 26   | 14 | 8 | 2 | 4 | 21 | 13 | +8   | Fase eliminatoria |
| 3    | Anzoátegui            | 24   | 14 | 7 | 3 | 4 | 14 | 14 | 0    | Fase eliminatoria |
| 4    | Deportivo Miranda     | 23   | 14 | 6 | 5 | 3 | 14 | 6  | +8   | Fase eliminatoria |
| 5    | Atlético La Cruz      | 20   | 14 | 6 | 2 | 6 | 16 | 15 | +1   |                   |
| 6    | Bolívar               | 12   | 14 | 3 | 3 | 8 | 11 | 22 | −11  |                   |
| 7    | AIFI                  | 12   | 14 | 3 | 3 | 8 | 6  | 20 | −14  |                   |
| 8    | Nueva Esparta         | 11   | 14 | 2 | 5 | 7 | 10 | 18 | −8   |                   |

 Fuente: Liga FUTVE 2

## Torneo Clausura

### Grupo Occidental
| Pos. | Equipo           | Pts. | PJ | G  | E  | P  | GF | GC | Dif. | Clasificación     |
| ---- | ---------------- | ---- | -- | -- | -- | -- | -- | -- | ---- | ----------------- |
| 1    | Yaracuyanos      | 53   | 28 | 15 | 8  | 5  | 48 | 25 | +23  | Fase eliminatoria |
| 2    | Trujillanos      | 45   | 28 | 10 | 15 | 3  | 35 | 24 | +11  | Fase eliminatoria |
| 3    | Héroes de Falcón | 41   | 28 | 10 | 11 | 7  | 42 | 36 | +6   | Fase eliminatoria |
| 4    | Aragua           | 39   | 28 | 11 | 6  | 11 | 39 | 38 | +1   | Fase eliminatoria |
| 5    | Real Frontera    | 34   | 28 | 9  | 7  | 12 | 38 | 49 | −11  |                   |
| 6    | Academia Rey     | 33   | 28 | 8  | 9  | 11 | 35 | 41 | −6   |                   |
| 7    | Ureña            | 32   | 28 | 7  | 11 | 10 | 42 | 46 | −4   |                   |
| 8    | El Vigía         | 21   | 28 | 4  | 9  | 15 | 34 | 54 | −20  |                   |

 Fuente: Liga FUTVE 2

### Grupo Centro-Oriental
| Pos. | Equipo                | Pts. | PJ | G  | E  | P  | GF | GC | Dif. | Clasificación     |
| ---- | --------------------- | ---- | -- | -- | -- | -- | -- | -- | ---- | ----------------- |
| 1    | Marítimo de La Guaira | 52   | 28 | 15 | 7  | 6  | 49 | 20 | +29  | Fase eliminatoria |
| 2    | Deportivo Miranda     | 47   | 28 | 12 | 11 | 5  | 32 | 18 | +14  | Fase eliminatoria |
| 3    | Dynamo Puerto         | 46   | 28 | 13 | 7  | 8  | 38 | 24 | +14  | Fase eliminatoria |
| 4    | Atlético La Cruz      | 46   | 28 | 13 | 7  | 8  | 40 | 30 | +10  | Sancionado        |
| 5    | Anzoátegui            | 46   | 28 | 12 | 10 | 6  | 27 | 23 | +4   | Fase eliminatoria |
| 6    | Bolívar               | 28   | 28 | 7  | 7  | 14 | 27 | 44 | −17  |                   |
| 7    | AIFI                  | 21   | 28 | 6  | 3  | 19 | 14 | 45 | −31  |                   |
| 8    | Nueva Esparta         | 20   | 28 | 4  | 8  | 16 | 21 | 44 | −23  |                   |

 Fuente: Liga FUTVE 2
Notas:
1. ↑  Atlético La Cruz no disputó la Fase Final de la temporada 2024 al no cumplir los requerimientos administrativos exigidos por la Federación Venezolana de Fútbol. En su lugar, accedió a la Fase Final el club subsiguiente en la clasificación del Grupo Centro-Oriental: Anzoátegui Fútbol Club.

## Fase eliminatoria

### Cuadro de desarrollo
|  | Cuartos de final                | Cuartos de final                | Cuartos de final                | Cuartos de final                | Cuartos de final                |   |             | Semifinales          | Semifinales          | Semifinales          | Semifinales          | Semifinales          |  |             | Final                | Final                | Final                | Final                | Final                |  |
|  | 26 de octubre al 3 de noviembre | 26 de octubre al 3 de noviembre | 26 de octubre al 3 de noviembre | 26 de octubre al 3 de noviembre | 26 de octubre al 3 de noviembre |   |             | 9 al 17 de noviembre | 9 al 17 de noviembre | 9 al 17 de noviembre | 9 al 17 de noviembre | 9 al 17 de noviembre |  |             | 23 y 30 de noviembre | 23 y 30 de noviembre | 23 y 30 de noviembre | 23 y 30 de noviembre | 23 y 30 de noviembre |  |
|  |                                 |                                 |                                 |                                 |                                 |   |             |                      |                      |                      |                      |                      |  |             |                      |                      |                      |                      |                      |  |
|  |                                 |                                 |                                 |                                 |                                 |   |             |                      |                      |                      |                      |                      |  |             |                      |                      |                      |                      |                      |  |
|  | Yaracuyanos                     | Yaracuyanos                     | 1                               | 1                               | 2                               |   |             |                      |                      |                      |                      |                      |  |             |                      |                      |                      |                      |                      |  |
|  | Yaracuyanos                     | Yaracuyanos                     | 1                               | 1                               | 2                               |   |             |                      |                      |                      |                      |                      |  |             |                      |                      |                      |                      |                      |  |
|  | Aragua                          | Aragua                          | 0                               | 1                               | 1                               |   |             |                      |                      |                      |                      |                      |  |             |                      |                      |                      |                      |                      |  |
|  | Aragua                          | Aragua                          | 0                               | 1                               | 1                               |   | Yaracuyanos | Yaracuyanos          | 1                    | 3                    | 4                    |                      |  |             |                      |                      |                      |                      |                      |  |
|  |                                 |                                 |                                 |                                 |                                 |   | Yaracuyanos | Yaracuyanos          | 1                    | 3                    | 4                    |                      |  |             |                      |                      |                      |                      |                      |  |
|  |                                 |                                 | Dynamo                          | Dynamo                          | 0                               | 0 | 0           |                      |                      |                      |                      |                      |  |             |                      |                      |                      |                      |                      |  |
|  | Miranda                         | Miranda                         | Dynamo                          | Dynamo                          | 0                               | 0 | 0           | 0                    | 1                    | 1 (2)                |                      |                      |  |             |                      |                      |                      |                      |                      |  |
|  | Miranda                         | Miranda                         |                                 |                                 |                                 |   |             |                      |                      | 1 (2)                |                      |                      |  |             |                      |                      |                      |                      |                      |  |
|  | Dynamo                          | Dynamo                          | 0                               | 1                               | 1 (4)                           |   |             |                      |                      |                      |                      |                      |  |             |                      |                      |                      |                      |                      |  |
|  | Dynamo                          | Dynamo                          | 0                               | 1                               | 1 (4)                           |   |             |                      |                      |                      |                      |                      |  | Yaracuyanos | Yaracuyanos          | 1                    | 0                    | 1                    |                      |  |
|  |                                 |                                 |                                 |                                 |                                 |   |             |                      |                      |                      |                      |                      |  | Yaracuyanos | Yaracuyanos          | 1                    | 0                    | 1                    |                      |  |
|  |                                 |                                 | Anzoátegui                      | Anzoátegui                      | 0                               | 0 | 0           |                      |                      |                      |                      |                      |  |             |                      |                      |                      |                      |                      |  |
|  | Trujillanos                     | Trujillanos                     | Anzoátegui                      | Anzoátegui                      | 0                               | 0 | 0           | 0                    | 2                    | 2                    |                      |                      |  |             |                      |                      |                      |                      |                      |  |
|  | Trujillanos                     | Trujillanos                     |                                 |                                 |                                 |   |             |                      |                      | 2                    |                      |                      |  |             |                      |                      |                      |                      |                      |  |
|  | Falcón                          | Falcón                          | 0                               | 1                               | 1                               |   |             |                      |                      |                      |                      |                      |  |             |                      |                      |                      |                      |                      |  |
|  | Falcón                          | Falcón                          | 0                               | 1                               | 1                               |   | Trujillanos | Trujillanos          | 0                    | 3                    | 3 (2)                |                      |  |             |                      |                      |                      |                      |                      |  |
|  |                                 |                                 |                                 |                                 |                                 |   | Trujillanos | Trujillanos          | 0                    | 3                    | 3 (2)                |                      |  |             |                      |                      |                      |                      |                      |  |
|  |                                 |                                 | Anzoátegui                      | Anzoátegui                      | 2                               | 1 | 3 (4)       |                      |                      |                      |                      |                      |  |             |                      |                      |                      |                      |                      |  |
|  | Marítimo                        | Marítimo                        | Anzoátegui                      | Anzoátegui                      | 2                               | 1 | 3 (4)       | 0                    | 1                    | 1                    |                      |                      |  |             |                      |                      |                      |                      |                      |  |
|  | Marítimo                        | Marítimo                        |                                 |                                 |                                 |   |             |                      |                      | 1                    |                      |                      |  |             |                      |                      |                      |                      |                      |  |
|  | Anzoátegui                      | Anzoátegui                      | 2                               | 0                               | 2                               |   |             |                      |                      |                      |                      |                      |  |             |                      |                      |                      |                      |                      |  |
|  | Anzoátegui                      | Anzoátegui                      | 2                               | 0                               | 2                               |   |             |                      |                      |                      |                      |                      |  |             |                      |                      |                      |                      |                      |  |
|  |                                 |                                 |                                 |                                 |                                 |   |             |                      |                      |                      |                      |                      |  |             |                      |                      |                      |                      |                      |  |

Nota: El equipo ubicado en la primera línea de cada llave fue el que ejerció la localía en el partido de vuelta.
La hora de cada encuentro corresponde al huso horario que rige a Venezuela (UTC-4).

### Cuartos de final
| 27 de octubre, 16:00 | Aragua | 0 – 1   | Yaracuyanos | Hermanos Ghersi Páez, Maracay |                               |
|                      |        | Reporte | Torres 44'  | Árbitro(s): Gabriel Velásquez | Árbitro(s): Gabriel Velásquez |

| 2 de noviembre, 15:30 | Yaracuyanos | 1 – 1 (Global 2 – 1) | Aragua     | Florentino Oropeza, San Felipe |                            |
|                       | Viez 50'    | Reporte              | Rondón 67' | Árbitro(s): Yorman Delgado     | Árbitro(s): Yorman Delgado |

| 30 de octubre, 15:30 | Anzoátegui                         | 2 – 0   | Marítimo | Barcelona Sport Center, Barcelona |                        |
|                      | Dolgetta 33' · García 45+1' (a.g.) | Reporte |          | Árbitro(s): Luis Salas            | Árbitro(s): Luis Salas |

| 3 de noviembre, 15:30 | Marítimo   | 1 – 0 (Global 1 – 2) | Anzoátegui | Camurí Chico, La Guaira    |                            |
|                       | Guevara 6' | Reporte              |            | Árbitro(s): José Uzcátegui | Árbitro(s): José Uzcátegui |

| 26 de octubre, 16:00 | Falcón | 0 – 0   | Trujillanos | Ludgero Correia, Coro    |                          |
|                      |        | Reporte |             | Árbitro(s): Edwing Gómez | Árbitro(s): Edwing Gómez |

| 3 de noviembre, 16:00 | Trujillanos           | 2 – 1 (Global 2 – 1) | Falcón    | José Alberto Pérez, Valera   |                              |
|                       | Parra 19' · Rivas 26' | Reporte              | Reyes 64' | Árbitro(s): Yeferzon Miranda | Árbitro(s): Yeferzon Miranda |

| 27 de octubre, 16:00 | Dynamo | 0 – 0   | Miranda | Francisco Massiani, Puerto La Cruz |                               |
|                      |        | Reporte |         | Árbitro(s): Adrián Valecillos      | Árbitro(s): Adrián Valecillos |

| 3 de noviembre, 15:00 | Miranda                               | 1 – 1 (2 – 4 p.)(Global 1 – 1) | Dynamo                               | Arnaldo Arocha, Los Teques |                            |
|                       | Unrein 53'                            | Reporte                        | Cortés 39'                           | Árbitro(s): Carlos Marabay | Árbitro(s): Carlos Marabay |
|                       |                                       | Tiros desde el punto penal     |                                      |                            |                            |
|                       | Lettieri · Ascanio · Unrein · Linares |                                | Castillo · López · Cortés · González |                            |                            |

### Semifinales
| 10 de noviembre, 15:30 | Dynamo | 0 – 1   | Yaracuyanos | Francisco Massiani, Puerto La Cruz |                            |
|                        |        | Reporte | Viez 50'    | Árbitro(s): Alexis Herrera         | Árbitro(s): Alexis Herrera |

| 16 de noviembre, 15:00 | Yaracuyanos                         | 3 – 0 (Global 4 – 0) | Dynamo | Florentino Oropeza, San Felipe |                              |
|                        | Cañón 18' · Ordoñez 50' · Pérez 74' | Reporte              |        | Árbitro(s): Jesús Valenzuela   | Árbitro(s): Jesús Valenzuela |

| 9 de noviembre, 15:30 | Anzoátegui             | 2 – 0   | Trujillanos | Barcelona Sport Center, Barcelona |                                 |
|                       | González 2' · Marín 5' | Reporte |             | Árbitro(s): Alejandro Velásquez   | Árbitro(s): Alejandro Velásquez |

| 17 de noviembre, 15:00 | Trujillanos                       | 3 – 1 (2 – 4 p.)(Global 3 – 3) | Anzoátegui        | José Alberto Pérez, Valera |                            |
|                        | Banguero 61', 75' · Morillo 90+2' | Reporte                        | Figueroa 73'      | Árbitro(s): Yorman Delgado | Árbitro(s): Yorman Delgado |
|                        |                                   | Tiros desde el punto penal     |                   |                            |                            |
|                        | Parejo                            |                                | Dolgetta · Ocanto |                            |                            |

### Final absoluta
| Ida; 23 de noviembre | Yaracuyanos | 1 – 0   | Anzoátegui | Estadio Florentino Oropeza, San Felipe |                            |
| 15:30                | Herrera 75' | Reporte |            | Árbitro(s): Alexis Herrera             | Árbitro(s): Alexis Herrera |

| Vuelta; 30 de noviembre | Anzoátegui | 0 – 0 (Global 0 – 1) | Yaracuyanos | Estadio José Antonio Anzoátegui, Barcelona |                            |
| 19:00                   |            | Reporte              |             | Árbitro(s): Yorman Delgado                 | Árbitro(s): Yorman Delgado |

|                                |
| Bandera del estado Yaracuy     |
| Campeón Yaracuyanos 2.º título |

## Estadísticas

### Goleadores
- Actualizado el 07 de diciembre de 2024 [7]

| Jugador             | Equipo                 | Goles |
| ------------------- | ---------------------- | ----- |
| Jhon Escobar        | Maritimo La Guaira     | 14    |
| Alexander Rondón Jr | Aragua F.C.            | 11    |
| Luis Annese         | Trujillanos F.C.       | 11    |
| Angel Flores        | Academia Rey           | 10    |
| José Gregorio Pérez | Yaracuyanos F.C.       | 11    |
| José Vargas         | Héroes de Falcón       | 9     |
| Víctor Viez         | Yaracuyanos F.C.       | 9     |
| Marco Coronado      | Deportivo Miranda F.C. | 8     |
| Edwin Rodríguez     | Yaracuyanos F.C.       | 7     |
| Josmar Zambrano     | Real Frontera S.C.     | 7     |
| Rodrigo Febres      | Deportivo Miranda F.C. | 7     |